# Plattwürmer
Die Plattwürmer sind ein Stamm des Tierreichs. Für ihren wissenschaftlichen Namen sind zwei ähnliche Schreibweisen in Gebrauch: Während in europäischen, auch deutschsprachigen Publikationen der Name Plathelminthes (eingeführt von Gegenbaur 1859) bevorzugt wurde, verwenden englischsprachige Publikationen die Namensform Platyhelminthes (eingeführt von Schneider 1873). Beide sind abgeleitet von griech.: platys = platt und helminthes = Würmer. In neueren Publikationen hat sich der Name Platyhelminthes durchgesetzt.
Die Plattwürmer umfassen relativ einfach gebaute, wurmförmige Organismen, die meist abgeplattet sind, aber auch drehrund sein können. Sie umfassen sowohl frei lebende, sich meist räuberisch ernährende Arten als auch Parasiten, darunter zahlreiche Parasiten von Wirbeltieren, auch des Menschen. Die frei lebenden Plattwürmer wurden früher unter dem Namen Strudelwürmer (wissenschaftlicher Name Turbellaria) zusammengefasst und galten traditionell als eine von vier Klassen des Stamms. Die meisten parasitischen Formen wurden in den drei Klassen der Bandwürmer, der Saugwürmer und der Hakensaugwürmer gefasst (wobei es auch parasitische „Turbellarien“ gibt). Später hat sich herausgestellt, dass das Taxon der Turbellaria eine künstlich zusammengefügte Gruppe bildet. Das Taxon wurde daher nach den Regeln der phylogenetischen Systematik als nicht monophyletische Gruppe aufgegeben. Eine weitere traditionell den Turbellaria zugeordnete Gruppe, die Acoela, gehört nach neueren Erkenntnissen überhaupt nicht zu den Plattwürmern; die Ähnlichkeit ist rein oberflächlich und beruht nicht auf gemeinsamer Abstammung. Dies ist zu beachten, wenn Angaben in älteren Büchern verglichen werden, in denen die Gruppe noch anders abgegrenzt war als heute. Über die Stellung der Plattwürmer im System der Tiere gab es lange Zeit Streit, der unter anderem auf die ungeklärte Stellung der Acoela zurückging. Viele Wissenschaftler sahen die Plattwürmer als besonders urtümliche Gruppe an der Basis der Bilateria, und Modellorganismen für die Organisation des Stammvaters der „höheren“ Tiere, an. Nach heutiger Auffassung gehören sie, relativ basal, in die Stammgruppe der Lophotrochozoa (von einigen Systematikern Spiralia genannt).
Die Platyhelminthes umfassen abgeschätzt ungefähr 30.000 Arten und gehören damit zu den artenreicheren Tierstämmen. Ungefähr 20.000 Arten gehören dabei zu den rein parasitischen Gruppen, die damit artenreicher sind als die freilebenden. Die Körpergröße der meisten Arten liegt im Millimeter- bis Zentimeter-Bereich. Parasiten wie der im Darm von Blauwalen lebende Polygonoporus giganticus können aber 30 Meter Körperlänge erreichen. Die meisten Arten leben in Gewässern, wobei sowohl das Meer wie auch limnische Gewässer des Süßwassers besiedelt werden. Die mit etwa 800 Arten recht artenreiche Gruppe der Landplanarien ist frei lebend in Landlebensräumen. Viele sehr kleine Arten leben im wassergefüllten Lückensystem des Bodens, viele im Grund von Gewässern. Die meisten Plattwürmer sind unscheinbar weißlich, bräunlich oder grau gefärbt, unter den Landplanarien und den marinen Polycladida gibt es aber viele leuchtend bunt gefärbte, gezeichnete und gemusterte Arten.

## Aufbau
Plattwürmer sind meist dorsoventral abgeplattete (und danach benannte), mehr oder weniger langgestreckte wurm-, blatt- oder bandförmige Organismen, seltener kommen zylindrische Formen vor. Es sind meist kleine Tiere, freilebende Arten überwiegend zwischen 0,4 und 5 Millimeter, parasitische zwischen 0,15 und 30 Millimeter lang. Selten kommen aber auch erheblich größere Tiere vor. Landplanarien der Gattung Bipalium werden bis zu einem Meter lang, der auch in Mitteleuropa lebende parasitische Fischbandwurm (Diphyllobothrium latum) wird bis zu 20 Meter lang.
Plattwürmer sind im Grundbauplan zweiseitig (bilateral) symmetrische (sie gehören zu den Bilateria), triploblastische (sie haben drei Keimblätter) Gewebetiere ohne eine sekundäre Leibeshöhle (Coelom) und ohne Skelett (bei wenigen Strudelwürmern gibt es harte nadelartige Bildungen, die ins Parenchym eingebettet sind). Da sie kein Coelom, und damit auch kein Hydroskelett besitzen, können sie sich nicht über Muskelkontraktionen fortbewegen, da den Muskeln ein festes Widerlager fehlt (wenige Arten können mit Muskelbewegungen durchs Wasser schwimmen). Freilebende Plattwürmer bewegen sich in Hohlräumen oder über feste Oberflächen stattdessen in einer ruhig gleitenden Bewegung, die durch Cilien in der einschichtigen Epidermis angetrieben wird. Die Körperhülle (Integument) besteht aus dieser Epidermis, einer Basalmembran und einer unterlagernden Muskulatur, bildet also einen Hautmuskelschlauch. Durch Muskelbewegungen können die Tiere also nicht kriechen, aber ihre Gestalt und Form verändern oder sich zum Beispiel beim Umdrehen wieder von der Bauch- in die Rückenlage zurückdrehen. Die Körperhöhle ist nicht frei, sondern die Organe sind in ein lockeres, oft netzartiges mesodermales Gewebe (Parenchym oder Mesenchym genannt) eingebettet.
Das Vorderende vieler Plattwürmer ist besonders gestaltet und kann als Kopf bezeichnet werden (Cephalisation). Viele frei lebende Arten tragen hier Augen und ein Schweresinnesorgan (Statocyste), oft sind Vorsprünge (Tastlappen, Tentakel) erkennbar. Bei parasitischen Formen finden sich Haftvorrichtungen, wie der Scolex der Bandwürmer. Bei den meisten Gruppen liegt aber die Mundöffnung nicht am Vorderende des Tiers, oft befindet sie sich in der Bauchmitte (die parasitischen Bandwürmer besitzen überhaupt keine Mundöffnung). Typisch für die Plattwürmer ist es, dass der Darm (wenn vorhanden) nur eine Öffnung nach außen besitzt. Sie haben also einen Mund, aber keinen After. Der Körper der Plattwürmer ist niemals in echte Segmente gegliedert, viele, aber nicht alle Bandwürmer bilden aber segmentähnliche Körperabschnitte, Proglottis genannt, aus.

### Integument und Hautmuskelschlauch
Die Körperwand der Plattwürmer besteht im Grundplan aus einer Epidermis mit Basalmembran (fehlt den Catenulida und Macrostomorpha) und einer darunter liegenden Schicht aus Muskelzellen, die Quer-, Längs- und Diagonalmuskeln aufbauen. Dieser sogenannte Hautmuskelschlauch bildet also eine funktionale Einheit. Die Epidermiszellen sind je nach systematischer Gruppe einzeln oder zu einem Syncytium verschmolzen. Meist liegen in die Epidermis eingebettet zahlreiche Drüsenzellen und Nervenenden, teilweise auch spezialisierte Sinneszellen. Die Epidermiszellen tragen meist außen Cilien, die dem Tier Beweglichkeit verleihen. Das Sekret der Drüsenzellen hat verschiedene Aufgaben, neben einer Rolle bei der Beweglichkeit kann es als Austrocknungsschutz oder zum Beutefang dienen. Besondere Anheftungsdrüsen haben verschiedene Gruppen entwickelt, die als Parasiten oder Kommensalen außen auf anderen Tieren angeheftet leben. Die meisten frei lebenden Strudelwürmer bilden in Zellen der Epidermis (und darunter liegende Zellen) sogenannte Rhabdoide, das sind solide, stäbchenförmige Einschlüsse, die dann, wenn sie nach außen abgegeben werden, große Mengen Schleim freisetzen. Bei der Gruppe der Rhabditophora sind diese zu Rhabditen genannten komplexen Gebilden entwickelt, die aus einer äußeren Hülle (Cortex) aus konzentrisch angeordneten Lamellen und einem inneren Mark bestehen. Einige marine Macrostomida können die Nesselzellen erbeuteter Nesseltiere ohne Auslösen aufnehmen und dann zur eigenen Verteidigung wiederverwenden (Kleptocniden).
Bei den parasitisch lebenden Saugwürmern, Hakensaugwürmern und Bandwürmern ist die hier Tegument genannte Oberfläche in charakteristischer Weise umgebildet. Das normale, mit Cilien besetze Integument haben hier nur die Larvenstadien. Bei den im Inneren ihres Wirts lebenden Adultstadien wird sie abgestoßen und durch eine sogenannte Neodermis ersetzt. In dieser sind die Epidermiszellen zu einem Syncytium verschmolzen. Die Zellkerne liegen geschützt in basalen, Perikaryen genannten Ausstülpungen, die unter der Basalmembran und dem Hautmuskelschlauch im Inneren liegen. Die Außenseite des Teguments trägt zahlreiche verschieden geformte Mikrovilli genannte Fortsätze, die der Vergrößerung der Oberfläche dienen, da die Tiere ihre Nahrung direkt durch das Tegument hindurch aufnehmen. Cilien werden nicht mehr gebildet. Die drei miteinander verwandten Gruppen werden, benannt nach diesem umgebildeten Integument, in einem Neodermata („Neu-Häuter“) genannten Taxon zusammengefasst.

### Mesodermales Parenchym
Die meisten, aber nicht alle Plattwürmer besitzen ein Parenchym, alternativ auch Mesenchym genanntes Füllgewebe zwischen Darm und Körperwand. Entgegen älteren Annahmen fehlt es primär bei einer Reihe von basalen Gruppen, gehört also nicht zum Grundbauplan der Plattwürmer. Zahlreiche Vertreter insbesondere der Planarien haben ein locker netzartiges Füllgewebe mesodermalen Ursprungs aus sogenannten retikuloiden (netzbildenen) Zellen, in das sämtliche Organe eingelagert sind. Die Zellen sind an einer extrazellulären Matrix verankert. Ein großer Teil des Gewebes besteht aus den von den eigentlichen, kontraktilen Muskeln abgesetzten Zellkörpern von Muskelzellen (Myozyten) und deren Vorläuferzellen (Myoblasten), zusätzlich sind vor allem bei großen Plattwurmarten auch echte Transversalmuskeln ausgeprägt. Die Myozyten und Myoblasten besitzen zusätzlich auch exkretorische und Speicherfunktion. Speichersubstanz sind Körnchen aus Glykogen. Vor allem bei den parasitischen Bandwürmern sind auch viele in Vakuolen gespeicherte Lipidtröpfchen vorhanden. Ein weiterer Zelltyp sind Neoblasten genannte Stammzellen, aus denen sich Gonaden bilden und die als Reserve bei Verletzungen und bei ungeschlechtlicher Fortpflanzung fehlende Zellen regenerieren können. Schließlich sind, bei vielen Gruppen, auch die tief ins Gewebe eingesenkten Zellkörper der Epidermiszellen in dieser Zone zu finden. Weitere Zelltypen des Parenchyms sind die schon erwähnten retikuloiden (netzbildenden) Zellen, sogenannte chordoide Zellen mit großen Vakuolen und pigmentbildende Zellen. Es wird angenommen, dass sich zahlreiche dieser Zelltypen bei verschiedenen Linien der Plattwürmer voneinander unabhängig (konvergent) gebildet haben. Das Parenchym der Plattwürmer besitzt also Funktion bei der Formgebung und Organisation des Körperbauplans, es ist verantwortlich für die hohe Regenerationsfähigkeit der Tiere und es besitzt Speicherfunktion. Eine Funktion bei der Fortbewegung, zum Beispiel im Rahmen eines Hydroskeletts, besteht hingegen nicht.

### Nervensystem
Das Nervensystem der Plattwürmer besteht aus einer verschiedenen Anzahl (zwei bis acht) von längs angeordneten Nervensträngen, bei denen die Zellkörper ein zentrales Neuropil umgeben. Diese sind durch Querverbindungen, Kommissuren genannt, miteinander verbunden. Bei den Bandwürmern sind beispielsweise drei solcher Längsstränge ausgebildet. Am Vorderende vereinigen sich die Nervenstränge zu einem „Gehirn“ (Zerebralganglion), von dem auch die hier gelegenen Sinnesorgane wie die als Schweresinnesorgan dienende Statozyste und die dem Lichtsinn dienenden einfachen Pigmentbecherozellen innerviert werden. Neben unipolaren kommen auch bipolare und multipolare Nervenzellen vor. Diese zentralen Anteile des Nervensystems versorgen ein peripheres Nervengeflecht (Plexus), das die Muskulatur und Epidermis des Hautmuskelschlauchs innerviert und auch die verstreut in der Epidermis liegenden Sinneszellen wie Chemo- und Mechanorezeptoren versorgt. Der meist muskulöse, bewegliche, manchmal rüsselartig vorstülpbare Pharynx besitzt eine dichte Innervierung, die großenteils autonom ist, d. h. seine Bewegungen funktionieren auch ohne Beteiligung des „Gehirns“ genauso.

### Verdauungssystem und Atmung
Plattwürmer besitzen meist einen Darm, der immer nur eine Öffnung hat, sie haben also eine Mundöffnung, aber keinen separaten Anus. Je nach Gruppe ist der Darm einfach beutel- oder sackartig, oder er ist mehr oder weniger fein verästelt mit zahlreichen Divertikeln. Vor allem bei größeren Arten ist der Darm fein verästelt, da er auch die Organe direkt mit Nährstoffen versorgt. Die Planarien haben ihren wissenschaftlichen Namen (Tricladida) nach dem in drei Äste geteilten Darm. Die Mundöffnung der Plattwürmer kann an ganz verschiedener Stelle des Körpers sitzen, nicht nur am Vorderende. Bei vielen Arten liegt sie in der Mitte der Bauchseite. Bei den meisten Arten mit räuberischer Ernährung ist ihr ein Pharynx genanntes, muskulöses Organ vorgelagert. Der muskulöse Pharynx kann zur Nahrungsaufnahme ausgestülpt werden, in Ruhelage ist er eingestülpt und in einer Pharynxtasche im Körper verborgen. Der Pharynx wird in die Körperwand eines Beuteorganismus vorgepresst. Andere Arten stülpen den, dann glockenförmigen, Pharynx über das gesamte Beutetier, das so ganz verschlungen wird. Einige Arten besitzen zahlreiche, bis zu 50 Pharyngen, die aber alle mit nur einer Mundöffnung verbunden sind. Die parasitischen Formen wie die Saugwürmer besitzen oft einen ähnlich aufgebauten Darm, einige wie der Pärchenegel (Schistosoma) haben keinen Pharynx. Die Bandwürmer besitzen überhaupt keinen Darm, sie nehmen ihre Nahrung direkt über das umgebildete Integument auf. Die Verdauung findet sowohl intra- als auch extrazellulär statt. Phagozytosezellen und exokrine Drüsen wechseln sich ab.
Exkretionsorgane sind vor allem Protonephridien, diese dienen gleichzeitig auch der Osmoregulation. Diese sind meist über ein Röhrensystem miteinander verbunden, das in einer oder mehreren Nephridioporen nach außen führt. Bei Saugwürmern sind zwei Sammelkanäle, manchmal mit einer Sammelblase ausgebildet; sie öffnen sich bei den Digenea in einer einzelnen Nephridiopore am Hinterende, bei den Hakensaugwürmern in zwei davon nahe dem Vorderende.
Plattwürmer verfügen weder über ein Blut- oder Kreislaufsystem noch über Organe für den Gasaustausch mit ihrer Umgebung. Sauerstoff diffundiert von außen über die Körperoberfläche. Um eine optimale Diffusion zu erreichen, sind vor allem die großen Platyhelminthes stark abgeplattet (Namensgebung), so dass die Diffusionsstrecke auf ein Minimum reduziert ist. Kleine freilebende Platyhelminthen sind dagegen häufig rund.

## Vorkommen

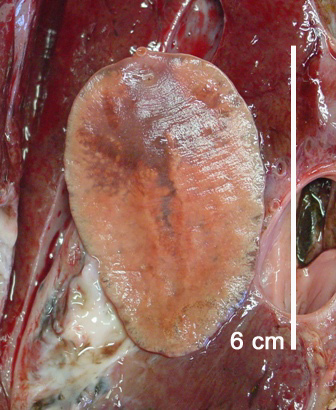
Ausgewachsener Saugwurm (Fascioloides magna), aus einer Rotwildleber isoliert

Nur etwa ein Viertel der Plattwürmer ist freilebend. Die freilebenden Arten trifft man häufig im Süßwasser und im Meer an Felsküsten und Riffen an (Sande, Schlamm, Algenaufwuchs). Sie leben benthisch, das heißt, sie sind bodenorientiert. Besonders in den Tropen und Subtropen gibt es einige wenige Arten, die terrestrisch leben. Freilebende Plattwürmer werden als die ursprünglichsten Bilateria angesehen und haben eine Größe zwischen 1 mm und 50 cm (Landtriclade Bipalium kewense in China oder auch Süßwasserplanarien des Baikalsees).
Plattwürmer sind aber vor allem für ihre parasitische Lebensweise bekannt. Besonders Saugwürmer und Bandwürmer haben auch den Menschen bzw. dessen Haustiere als End- oder Zwischenwirt. Als Endwirte werden im überwiegenden Maße Wirbeltiere genutzt, während die Zwischenwirte häufig Wirbellose sind, besonders Schnecken und Gliederfüßer. Auch bei den Turbellarien gibt es endoparasitische und kommensalische Arten. Parasitische Arten werden häufig mehrere Zentimeter lang. Der größte wird bis 25 Meter lang – es ist der Fischbandwurm Diphyllobothrium latum.

## Fortpflanzung

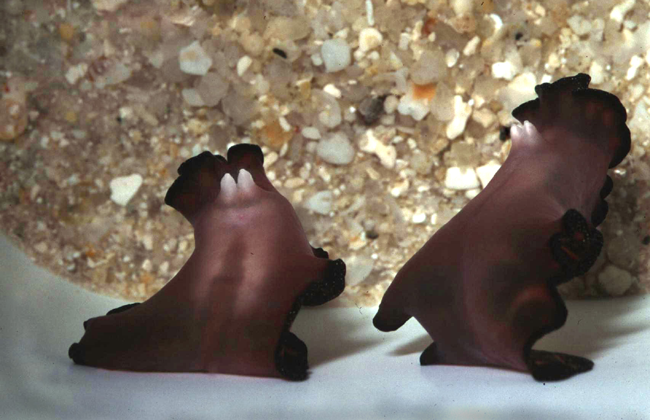
Zwei Plattwürmer vor der Begattung. Der doppelte Penis ist bei beiden Individuen gut sichtbar.

Die Plattwürmer sind vornehmlich proterandrische Zwitter und pflanzen sich normalerweise geschlechtlich fort. Die Komplexität der Reproduktionsorgane kann sehr hoch sein. Die Befruchtung findet immer innerlich statt und es ist immer ein Penis für die Übertragung der Spermien vorhanden. Die Geschlechtsöffnungen können getrennt sein, sie können aber auch in eine gemeinsame Kammer münden. Geschlechtszellen liegen ursprünglich frei im Parenchym bzw. an der Darmbasis oder sie befinden sich davon abgeleitet in Sackgonaden, die von Hüllzellen gebildet werden. Der Dotter wird ursprünglich von den Eizellen selbst angereichert, davon abgeleitet wird er bei den meisten Plathelminthen von spezialisierten Dotterzellen (Vitellocyten) im Dotterstock (Vitellarium) gebildet. Bei parasitischen Formen laufen Dottergänge, Eileiter, Receptaculum seminis und Schalendrüsen im Ootyp zusammen. Dort werden Spermien, Ei und Dotter in die Eischale gehüllt und in den Uterus befördert.
Im Geschlechtssystem weiblicher Band- und Saugwürmer findet sich auch die nach Eduard Mehlis benannte Mehlissche Drüse, die den Ootyp umgibt, ihre Funktion ist noch umstritten.
Bei parasitischen Plattwürmern sind Larvenstadien in der Entwicklung die Regel; bei freilebenden Plathelminthes hingegen kommen Larven seltener vor. Müllersche, Goettesche und Luthersche Larven freilebender Formen werden als sekundäre Entwicklungen aufgefasst. Die direkte Entwicklung ohne Larvenstadium wird als die ursprünglichere Entwicklung angesehen. Larvenstadien sind z. B. Miracidium, Zerkarie, Oncosphaera oder Oncomiracidium.
Allerdings berichtete schon Thomas Hunt Morgan (1927–1933) von einer asexuellen Vermehrungsmöglichkeit durch Querteilung mit vorausgegangener Differenzierung der neuen Organsysteme (Paratomie) oder ohne vorausgegangene Differenzierung (Architomie). Vereinzelt kommt es bei einigen freilebenden Formen auch zur Knospung am Hinterende. Heute ist auch bei den Trematoda ein Klonen durch Parthenogenese (Jungfernzeugung) bekannt.

## Bedeutung für die Forschung
Die Plattwürmer wurden lange Zeit als besonders urtümliche Bilateria (zweiseitig symmetrische Tiere) angesehen. In evolutionsbiologischen Rekonstruktionen wurden frühe Plattwürmer daher oft als direkte Nachkommen bestimmter radiärsymmetrischer Tiere dargestellt (beispielsweise der Rippenquallen) und entsprechende Homologiebeziehungen angenommen (z. B. Entstehung des typischen Plattwürmer-Parenchyms aus der bindegewebigen Mesogloea der Rippenquallen). Zurzeit sind diese Modelle nur noch eingeschränkt gültig, da Plattwürmer in molekularbiologischen Stammbäumen keinen frühen Bilaterier-Zweig repräsentieren – es könnte sich sogar um sekundär vereinfachte Formen handeln. Nur eine bestimmte ehemalige Plattwurmgruppe, die Acoelomorpha (siehe auch Abschnitt „Systematik“), zweigt sehr früh ab und könnte somit urtümliche Bilaterier repräsentieren. Von der Erforschung der Acoelomorpha erhofft man sich daher Hinweise auf die evolutive Entstehung der Bilateria.
Abgesehen von evolutionsbiologischen Fragen spielten in der Forschung traditionell eher bestimmte Turbellarienvertreter eine wichtige Rolle, siehe hierzu den Artikel Strudelwürmer.

## Systematik

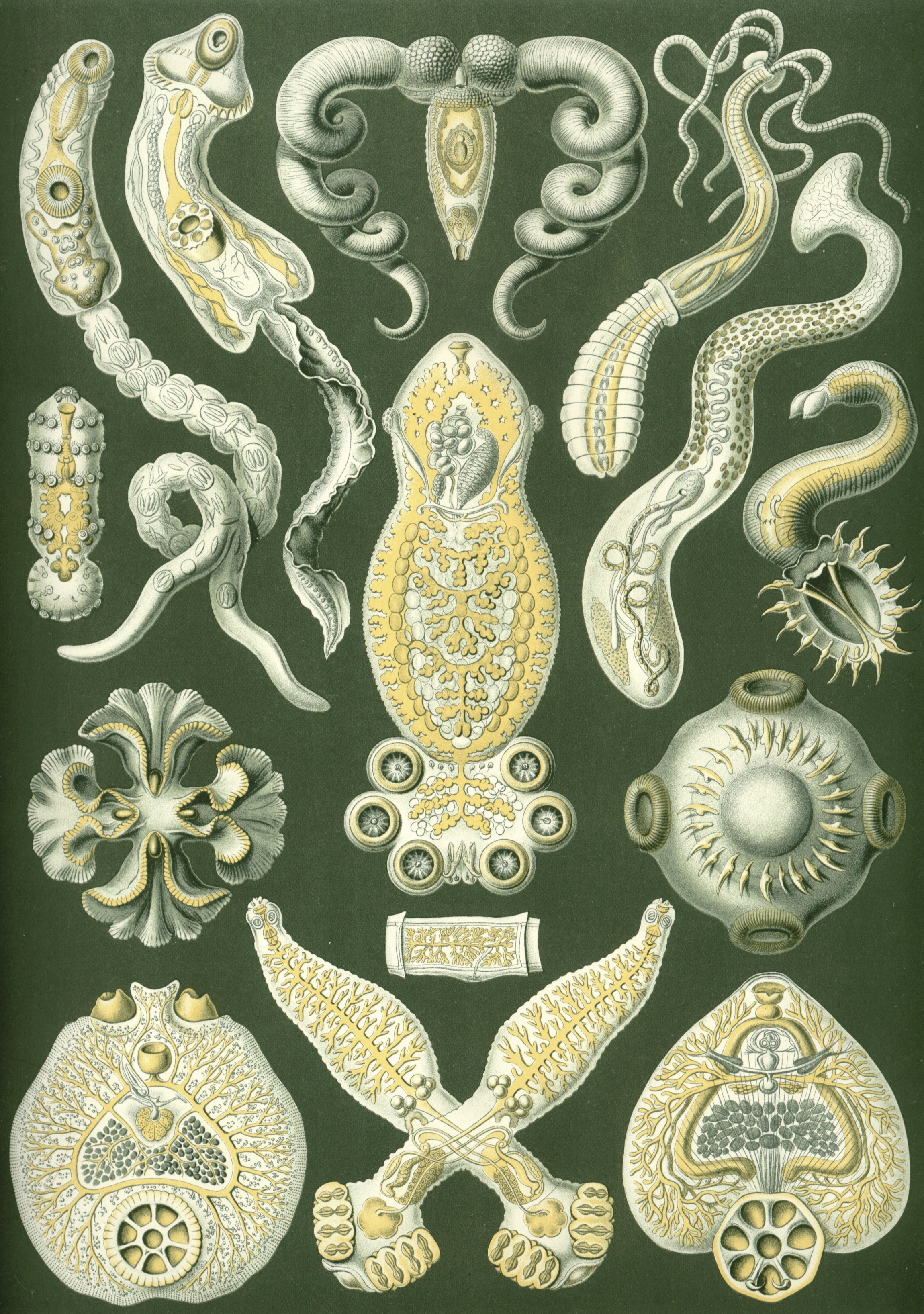
Bildtafel Nr. 75 „Platodes“ (Plattentiere) aus Ernst Haeckels Kunstformen der Natur, 1904

Innerhalb der Plattwürmer unterschied man ehemals vier Klassen mit etwa 35 Ordnungen, die ungefähr 20.000 Arten umfassen:
- Bandwürmer (Cestoda)
- Hakensaugwürmer (Monogenea)
- Saugwürmer (Trematoda)
- Strudelwürmer (Turbellaria)

Die drei ersten Taxa, die parasitisch lebenden Plattwürmer, werden unter dem Namen Neodermata zusammengefasst. Die Strudelwürmer umfassen alle freilebenden Arten der Plattwürmer, sind jedoch eine paraphyletische Gruppe, das heißt, sie haben eine gemeinsame Stammform, enthalten aber nicht alle Taxa, die von dieser Stammform abstammen. Stattdessen werden die Plattwürmer heute in zwei monophyletische Gruppen aufgeteilt, die Catenulida und die Rhabditophora, zu denen auch die Neodermata gehören:
Die wahrscheinlichen verwandtschaftlichen Verhältnisse zeigt folgendes Kladogramm:
|                         | Neoophora i. e. S. |
|                         | |
| Neodermata              | \| \| Hakensaugwürmer (Monogenea) \| \| \| \| \| \| Bandwürmer (Cestoda) \| \| \| \| \| \| Saugwürmer (Trematoda) \| \| Vorlage:Klade/Wartung/3 \| \| |
|                         | \| \| Hakensaugwürmer (Monogenea) \| \| \| \| \| \| Bandwürmer (Cestoda) \| \| \| \| \| \| Saugwürmer (Trematoda) \| \| Vorlage:Klade/Wartung/3 \| \| |
|                         | Hakensaugwürmer (Monogenea) |
|                         | |
|                         | Bandwürmer (Cestoda) |
|                         | |
|                         | Saugwürmer (Trematoda) |
| Vorlage:Klade/Wartung/3 | |

|                         | Hakensaugwürmer (Monogenea) |
|                         |                             |
|                         | Bandwürmer (Cestoda)        |
|                         |                             |
|                         | Saugwürmer (Trematoda)      |
| Vorlage:Klade/Wartung/3 |                             |

|                         | Neoophora i. e. S. |
|                         | |
| Neodermata              | \| \| Hakensaugwürmer (Monogenea) \| \| \| \| \| \| Bandwürmer (Cestoda) \| \| \| \| \| \| Saugwürmer (Trematoda) \| \| Vorlage:Klade/Wartung/3 \| \| |
|                         | \| \| Hakensaugwürmer (Monogenea) \| \| \| \| \| \| Bandwürmer (Cestoda) \| \| \| \| \| \| Saugwürmer (Trematoda) \| \| Vorlage:Klade/Wartung/3 \| \| |
|                         | Hakensaugwürmer (Monogenea) |
|                         | |
|                         | Bandwürmer (Cestoda) |
|                         | |
|                         | Saugwürmer (Trematoda) |
| Vorlage:Klade/Wartung/3 | |

|                         | Hakensaugwürmer (Monogenea) |
|                         |                             |
|                         | Bandwürmer (Cestoda)        |
|                         |                             |
|                         | Saugwürmer (Trematoda)      |
| Vorlage:Klade/Wartung/3 |                             |

|                         | Neoophora i. e. S. |
|                         | |
| Neodermata              | \| \| Hakensaugwürmer (Monogenea) \| \| \| \| \| \| Bandwürmer (Cestoda) \| \| \| \| \| \| Saugwürmer (Trematoda) \| \| Vorlage:Klade/Wartung/3 \| \| |
|                         | \| \| Hakensaugwürmer (Monogenea) \| \| \| \| \| \| Bandwürmer (Cestoda) \| \| \| \| \| \| Saugwürmer (Trematoda) \| \| Vorlage:Klade/Wartung/3 \| \| |
|                         | Hakensaugwürmer (Monogenea) |
|                         | |
|                         | Bandwürmer (Cestoda) |
|                         | |
|                         | Saugwürmer (Trematoda) |
| Vorlage:Klade/Wartung/3 | |

|                         | Hakensaugwürmer (Monogenea) |
|                         |                             |
|                         | Bandwürmer (Cestoda)        |
|                         |                             |
|                         | Saugwürmer (Trematoda)      |
| Vorlage:Klade/Wartung/3 |                             |

|                         | Neoophora i. e. S. |
|                         | |
| Neodermata              | \| \| Hakensaugwürmer (Monogenea) \| \| \| \| \| \| Bandwürmer (Cestoda) \| \| \| \| \| \| Saugwürmer (Trematoda) \| \| Vorlage:Klade/Wartung/3 \| \| |
|                         | \| \| Hakensaugwürmer (Monogenea) \| \| \| \| \| \| Bandwürmer (Cestoda) \| \| \| \| \| \| Saugwürmer (Trematoda) \| \| Vorlage:Klade/Wartung/3 \| \| |
|                         | Hakensaugwürmer (Monogenea) |
|                         | |
|                         | Bandwürmer (Cestoda) |
|                         | |
|                         | Saugwürmer (Trematoda) |
| Vorlage:Klade/Wartung/3 | |

|                         | Hakensaugwürmer (Monogenea) |
|                         |                             |
|                         | Bandwürmer (Cestoda)        |
|                         |                             |
|                         | Saugwürmer (Trematoda)      |
| Vorlage:Klade/Wartung/3 |                             |

Die ursprünglich zu den Strudelwürmern gezählten Acoelomorpha gelten heute als Unterstamm der Xenacoelomorpha.